# خريطة فالدسيمولير

الخريطة العالمية لفالدسمولير تعود للعام 1507.

خريطة فالدسيمولير (بالإنجليزية: Waldseemüller map)‏ هي خريطة حائط مطبوعة قام برسمها عالم الخرائط الألماني مارتن فالدسميلر، وصدرت للمرة الأولى في أبريل 1507. تعرف هذه الخريطة على أنها أول خريطة تستعمل تسمية «أمريكا». الخريطة مرسومة على الإسقاط الثاني لبطليموس وتم توسيعها لتشمل الأمريكتان. بقي نسخة واحدة من هذه الخريطة محفوظة لدى مكتبة الكونغرس في واشنطن.